# 千葉県小学校の廃校一覧
千葉県小学校の廃校一覧（ちばけんしょうがっこうのはいこういちらん）は、千葉県内の小学校の中で、現在廃校となっているものの一覧。対象となるのは、学制改革（1947年）以降に廃校となった小学校、および分校である。学校名は廃校当時のもの。廃校時に小学校が所在していた自治体がその後、合併によって消滅している場合は、現行の自治体に含む。また休校中の県内の小学校や分校は公式には存続していることとなっているが、便宜上本項に記載する。
（）内は、廃校になった年、統合先の小学校である。

## 千葉市
- 千葉市立都賀小学校東寺山分校（1962年）[1]
- 千葉市立誉田小学校高田分校（1965年）[2]
- 千葉市立誉田小学校平川分校（1969年）[3]
  - 高田・平川の各分校は、1977年に「千葉市立誉田東小学校」として開校し、現在に至る。
- 千葉市立白井小学校中野分校（1978年）[4]
- 千葉市立白井小学校高根分校（1978年）[4]
- 千葉市立更科小学校下田分校（1993年）[5]
- 千葉市立花見川第四小学校（2006年・統合により花島小〈初代〉を新設）[6]
- 千葉市立花見川第五小学校（同上）[6]
- 千葉市立高洲第一小学校（2011年・統合により千葉市立高洲小学校を新設）[7]
- 千葉市立高洲第二小学校（同上）[7]
- 千葉市立真砂第一小学校（2011年・統合により千葉市立真砂東小学校を新設）[8]
- 千葉市立真砂第四小学校（同上）[8]
- 千葉市立真砂第二小学校（2011年・統合により千葉市立真砂西小学校を新設）[9]
- 千葉市立真砂第三小学校（同上）[9]
- 千葉市立高浜第二小学校（2012年・統合により千葉市立高浜海浜小学校を新設）[10]
- 千葉市立高浜第三小学校（同上）[10]
- 千葉市立磯辺第一小学校（2013年・統合により千葉市立磯辺小学校を新設）[11]
- 千葉市立磯辺第二小学校（同上）[11]
- 千葉市立磯辺第四小学校（同上）[11]
- 千葉市立幸町第四小学校（2013年・千葉市立幸町第一小学校へ統合）[12]
- 千葉市立幸町第一小学校（2015年・統合により千葉市立幸町小学校を新設）[12]
- 千葉市立幸町第二小学校（同上）[12]
- 千葉市立花見川第一小学校（2017年・統合により千葉市立花見川小学校を新設）[13]
- 千葉市立花見川第二小学校（同上）[13]
- 千葉市立千城台北小学校（2020年・統合により千葉市立千城台わかば小学校を新設）[14]
- 千葉市立千城台西小学校（同上）[14]
- 千葉市立千城台南小学校（2021年・統合により千葉市立千城台みらい小学校を新設）[15]
- 千葉市立千城台旭小学校（同上）[15]
- 千葉市立大宮小学校〈旧〉（2021年・統合により千葉市立大宮小学校〈新〉を新設）[15]
- 千葉市立大宮台小学校（同上）[15]
- 千葉市立花島小学校〈初代〉（2023年・統合により千葉市立花島小学校〈2代目〉を新設）[15]
- 千葉市立花見川第三小学校（同上）[15]

土気町（1969年・千葉市へ編入）
- 土気町立土気小学校第一分校（1969年）[注釈 1]
- 土気町立土気小学校第二分校（1969年）

## 銚子市
- 銚子市立高神小学校外川分校（1963年）[1]
- 銚子市立興野小学校（2006年・統合により銚子市立双葉小学校を新設）[16]
- 銚子市立若宮小学校（同上）[16]
- 銚子市立椎柴小学校長山分校（2005年休校、2006年廃校）[17]
- 銚子市立猿田小学校（2017年・銚子市立海上小学校へ統合）[18]
- 銚子市立豊岡小学校（2021年・銚子市立春日小学校へ統合）[19]

## 市川市
- 市川市立大柏小学校大町分校（1963年）[1]
- 市川市立塩浜小学校（2015年・市川市立塩浜中学校と統合し小中一貫校市川市立塩浜学園となり、2016年義務教育学校へ）[20]

## 船橋市
- 船橋市立豊富小学校又新分校（1962年）[21]
- 船橋市立豊富小学校小野田分校（1962年）[21]
- 船橋市立豊富小学校古和釜分校（1968年）[21]
- 船橋市立高根台第一小学校（2007年・高根台第二小学校へ統合）[22]

## 館山市
- 館山市立神戸小学校洲の宮分校（1961年）[23]
- 館山市立西小学校洲崎分校（1962年）[24]
- 館山市立畑小学校（1972年・館山市立豊房小学校へ統合）[25]
- 館山市立東小学校（1982年・統合により館山市立西岬小学校を新設）[24]
- 館山市立西小学校（同上）[24]
- 館山市立富崎小学校（2012年休校、児童は神戸小へ通学[23]、2017年・神戸小と統合し統合館山市立房南学園へ[26]）
- 館山市立神戸小学校（2017年富崎小と統合し房南学園へ[26]）

## 木更津市
- 木更津市立中郷小学校成草分校（1969年）[27]
- 木更津市立富岡小学校（2019年・木更津市立馬来田小学校〈同時に木更津市立富来田小学校へ改称〉へ統合）[28]

## 松戸市
- 松戸市立小金小学校小金原分校（1975年・千葉県立松戸特別支援学校〈当時：千葉県立松戸養護学校〉へ移管）[29][30]
- 松戸市立根木内東小学校（2005年・松戸市立根木内小学校へ統合）[31]
- 松戸市立新松戸北小学校（2005年・松戸市立新松戸西小学校へ統合）[32]
- 松戸市立古ヶ崎南小学校（2005年・松戸市立中部小学校、松戸市立北部小学校[33]、松戸市立古ケ崎小学校[34]へ統合）

## 茂原市
- 茂原市立二宮小学校〈旧〉（2021年・統合により茂原市立二宮小学校〈新〉を新設）[35]
- 茂原市立緑ケ丘小学校（同上）[35]
- 茂原市立新治小学校（2023年・茂原市立本納小学校へ統合）[36]

## 成田市
- 成田市立久住第一小学校（2011年・統合により成田市立久住小学校を新設）[37]
- 成田市立久住第二小学校（同上）[37]
- 成田市立中郷小学校（2011年・成田市立美郷台小学校へ統合）[38]
- 成田市立滑河小学校（2014年・統合により下総小へ）[39]
- 成田市立小御門小学校（同上）[39]
- 成田市立名木小学校（同上）[39]
- 成田市立高岡小学校（同上）[39]
- 成田市立東小学校（2014年・成田市立遠山小学校へ統合）[40]
- 成田市立下総小学校（2017年・成田市立下総中学校と統合し義務教育学校の成田市立下総みどり学園へ）[39]
- 成田市立大須賀小学校（2021年・成田市立大栄中学校などとの統合により成田市立大栄みらい学園を新設）[41]
- 成田市立桜田小学校（同上）[41]
- 成田市立前林小学校（同上）[41]
- 成田市立津富浦小学校（同上）[41]
- 成田市立川上小学校（同上）[41]

大栄町（2006年・成田市へ編入）
- 大栄町立大須賀小学校第一分校（1974年）[42]

## 佐倉市
- 佐倉市立根郷小学校馬渡分校（1969年）[27]
- 佐倉市立根郷小学校太田分校（1970年）[27]
- 佐倉市立志津小学校青菅分校（1977年）[43]

## 東金市
- 東金市立大和小学校（1969年・統合により東金市立東金小学校へ）[3]
- 東金市立大和小学校福俵分校（同上）[27]
- 東金市立東金小学校（1974年・東金市立東小学校[44]、東金市立城西小学校、東金市立鴇嶺小学校へ再編）[注釈 2]
- 東金市立東金小学校東金分校（同上）[42]
- 東金市立東金小学校田間分校（同上）[42]
- 東金市立東金小学校嶺南分校（同上）[42]
- 東金市立東金小学校松之郷分校（同上）[42]
- 東金市立公平小学校（同上）[44]
- 東金市立源小学校（2021年・東金市立日吉台小学校へ統合）[45]

豊成村（1953年・東金町を新設）
- 豊成村立豊成小学校分教場（1949年）[46]

## 旭市
干潟町（2005年・旭市を新設）
- 干潟町立西小学校沖分校（1972年）[47]

## 勝浦市
- 勝浦市立又新小学校（1989年・勝浦市立総野小学校へ統合）[48]
- 勝浦市立新戸小学校（2004年・勝浦市立勝浦小学校へ統合）[49]
- 勝浦市立荒川小学校（2006年・上野小〈初代〉へ統合）[50]
- 勝浦市立名木小学校（同上）[50]
- 勝浦市立行川小学校（2009年・勝浦市立興津小学校へ統合）[51]
- 勝浦市立上野小学校〈初代〉（2016年・統合により勝浦市立上野小学校〈2代目〉を新設）[50]
- 勝浦市立清海小学校（同上）[50] 旧清海小学校はシェアキャンパス清海学園として運営。
- 勝浦市立郁文小学校（2019年・勝浦小へ統合）[52]

## 市原市
- 市原市立東海小学校南分校（1964年）[1]
- 市原市立千種小学校〈2代目〉（1970年・統合により市原市立千種小学校〈3代目〉へ）[27][注釈 3]
- 市原市立朝山小学校（同上）[27]
- 市原市立君塚小学校（1970年・統合により市原市立白金小学校へ）[27]
- 市原市立大久保小学校（1972年・統合により白鳥小を新設）[53]
- 市原市立朝生原小学校（同上）[53]
- 市原市立月崎小学校（同上）[53]
- 市原市立養老小学校川在分校（1973年）[47]
- 市原市立月出小学校（2007年[54]・里見小へ統合）[55]
- 市原市立里見小学校（2013年・統合により市原市立加茂小学校〈新設小中一貫校加茂学園〉を新設）[56]
- 市原市立高滝小学校（同上）[56]
- 市原市立富山小学校（同上）[56]
- 市原市立白鳥小学校（同上）[56]
- 市原市立平三小学校（2016年・市原市立鶴舞小学校へ統合）[57]
- 市原市立市東第二小学校（2017年・市原市立市東第一小学校へ統合）[58]
- 市原市立内田小学校（2021年・市原市立牛久小学校へ統合）[59]
- 市原市立寺谷小学校（2025年・牛久小へ統合）[60]

市原町（1963年・市原市を新設）
- 市原町立八幡小学校山木分校（1962年）[1]

## 八千代市
- 八千代市立八千代台東小学校〈旧〉（2013年・統合により八千代市立八千代台東小学校〈新〉を新設）[61]
- 八千代市立八千代台東第二小学校（同上）[61]
- 八千代市立米本小学校（2022年八千代市立阿蘇中学校などとの統合により義務教育学校の八千代市立阿蘇米本学園へ）[62]
- 八千代市立米本南小学校（同上）[62]
- 八千代市立阿蘇小学校（同上）[62]

## 我孫子市
- 我孫子市立我孫子第一小学校久寺家分校（1976年）[30]

## 鴨川市
- 鴨川市立大山小学校（2009年・統合により鴨川市立長狭小学校〈新設小中一貫校鴨川市立長狭学園〉を新設）[63]
- 鴨川市立吉尾小学校（同上）[63]
- 鴨川市立主基小学校（同上）[63]
- 鴨川市立江見小学校〈旧〉（2015年・統合により鴨川市立江見小学校〈新〉を新設）[64]
- 鴨川市立太海小学校（同上）[64]
- 鴨川市立曽呂小学校（同上）[64]
- 鴨川市立天津小学校（2019年・統合により鴨川市立天津小湊小学校を新設）[65]
- 鴨川市立小湊小学校（同上）[65]

長狭町（1971年・鴨川市〈旧〉を新設）
- 長狭町立大山小学校平塚分校（1969年）[27]

天津小湊町（2005年・鴨川市〈新〉を新設）
- 天津小湊町立清澄小学校（1974年）[42]
- 天津小湊町立四万木小学校（1974年）[42]

## 君津市
- 君津市立香木原小学校（1988年・坂畑小へ統合）[66]
- 君津市立鹿野山小学校（1999年・秋元小へ統合）[67]
- 君津市立福野小学校（2002年[68]・市原市立白鳥小学校へ統合[69]）
- 君津市立蔵玉小学校（2011年・坂畑小へ統合）[66]
- 君津市立秋元小学校（2020年・統合により君津市立清和小学校を新設）[70]
- 君津市立三島小学校（同上）[70]
- 君津市立久留里小学校（2021年・統合により君津市立上総小学校を新設）[71]
- 君津市立松丘小学校（同上）[71]
- 君津市立坂畑小学校（同上）[71]
- 君津市立小糸小学校〈旧〉（2021年・統合により君津市立小糸小学校〈新〉を新設）[72]
- 君津市立中小学校（同上）[72]
- 君津市立大和田小学校（2022年・統合により君津市立周西の丘小学校を新設）[73]
- 君津市立坂田小学校（同上）[73]

## 富津市
- 富津市立環南小学校（2008年・富津市立環小学校へ統合）[74]
- 富津市立関豊小学校（2015年・環小へ統合）[74]
- 富津市立湊小学校（2020年・統合により富津市立天羽小学校を新設）[75]
- 富津市立天神山小学校（同上）[75]
- 富津市立竹岡小学校（同上）[75]
- 富津市立金谷小学校（同上）[75]

富津町（1971年・富津市を新設）
- 富津町立天神山小学校梨沢分校（1971年）[76]

大佐和町（1971年・富津市を新設）
- 大佐和町立佐貫小学校八幡分校（1970年）[27]

天羽町（1971年・富津市を新設）
- 天羽町立天神山小学校小梨沢分校（1971年）[77]

## 浦安市
- 浦安市立入船南小学校（2015年・統合により浦安市立入船小学校を新設）[78]
- 浦安市立入船北小学校（同上）[78]

## 四街道市
- 四街道市立旭小学校吉岡分校（1993年）[79]

## 袖ケ浦市
- 袖ケ浦市立平岡小学校幽谷分校（2023年・袖ケ浦市立平岡小学校に統合）[80]

袖ヶ浦町〈旧〉（1971年・袖ヶ浦町を新設）
- 袖ヶ浦町立根形小学校勝分校（1960年）[81]

平川町（1971年・袖ヶ浦町を新設）
- 平川町立平岡小学校三高分校（1962年）[1]

袖ヶ浦町〈新〉（1991年・袖ケ浦市へ市制施行）
- 袖ヶ浦町立吉野田小学校（1974年・袖ケ浦町立中川小学校へ統合）[82]

## 八街市
八街町（1992年・八街市へ市制施行）
- 八街町立川上小学校上砂分校（1966年）[83]

## 印西市
- 印西市立草深小学校（2003年・印西市立西の原小学校[84]と印西市立原山小学校[85]へ統合）
- 印西市立永治小学校 （2017年・印西市立木刈小学校へ統合）[86]
- 印西市立本埜第一小学校（2019年・統合により印西市立本埜小学校を新設）[87]
- 印西市立本埜第二小学校（同上）[87]
- 印西市立宗像小学校（2019年・印西市立いには野小学校へ統合）[88]

印西町（1996年・印西市へ市制施行）
- 印西町立船穂小学校武西分校（1964年）[89]

印旛村（2010年・印西市へ編入）
- 印旛村立六合小学校南分校（1964年）[1]

## 白井市
- 白井市立白井第二小学校平塚分校（2003年）[90]

白井町（2001年・白井市へ市制施行）
- 白井町立白井第一小学校谷清分校（1956年）[91]
- 白井町立白井第一小学校東分校（1987年）[91]

## 富里市
- 富里市立洗心小学校（2017年・富里市立富里南小学校へ統合）[92]

富里村（1985年・富里町へ町制施行）
- 富里村立富里小学校第一分教場（1956年）[93]
- 富里村立富里小学校第二分教場（1963年）[93]

## 南房総市
- 南房総市立北三原小学校（2008年・南三原小へ統合）[94]
- 南房総市立白浜小学校〈旧〉（2011年・統合により南房総市立白浜小学校〈新〉を新設）[95]
- 南房総市立長尾小学校（同上）[95]
- 南房総市立平群小学校（2012年・統合により南房総市立富山小学校を新設、2017年・南房総市立富山学園へ移行）[96]
- 南房総市立岩井小学校（同上）[96]
- 南房総市立富浦小学校〈旧〉（2012年・統合により南房総市立富浦小学校〈新〉を新設）[97]
- 南房総市立八束小学校（同上）[97]
- 南房総市立七浦小学校（2014年・統合により南房総市立千倉小学校を新設）[98]
- 南房総市立忽戸小学校（同上）[98]
- 南房総市立朝夷小学校（同上）[98]
- 南房総市立健田小学校（同上）[98]
- 南房総市立丸小学校（2016年[99]・南小へ統合[100]）
- 南房総市立和田小学校（2019年・統合により南房総市立嶺南小学校を新設）[101]
- 南房総市立南三原小学校（同上）[101]
- 南房総市立南小学校（同上）[101]

和田町（2006年・南房総市を新設）
- 和田町立上三原小学校（1995年・南房総市立北三原小学校〈当時：和田町立〉へ統合）[102]

丸山町（2006年・南房総市を新設）
- 丸山町立千歳小学校（1968年・統合により南房総市立南小学校〈当時：丸山町立〉を新設）[103]
- 丸山町立豊田小学校（同上）[103]
- 丸山町立大井小学校（1972年・丸小へ統合）[103]

三芳村（2006年・南房総市を新設）
- 三芳村立滝田小学校二葉分校（1969年）[103]
- 三芳村立国府小学校（1972年・統合により南房総市立三芳小学校〈当時：三芳村立〉を新設）[104]
- 三芳村立滝田小学校（同上）[104]
- 三芳村立稲都小学校（同上）[104]

千倉町（2006年・南房総市を新設）
- 千倉町立健田小学校大貫分校（1970年）[103]

白浜町（2006年・南房総市を新設）
- 白浜町立根本小学校（1971年・統合により南房総市立長尾小学校〈当時：白浜町立〉を新設）[103]
- 白浜町立滝口小学校（同上）[103]

## 匝瑳市
- 匝瑳市立八日市場小学校米倉分校（2008年）[105]
- 匝瑳市立飯高小学校（2010年・匝瑳市立八日市場小学校へ統合）[105]
- 匝瑳市立匝瑳小学校（2016年・八日市場小へ統合）[105]

## 香取市
- 香取市立東大戸小学校石納分校（2006年）[106]
- 香取市立栗源小学校〈旧〉（2009年・統合により香取市立栗源小学校〈新〉を新設）[107]
- 香取市立沢小学校（同上）[107]
- 香取市立高萩小学校（同上）[107]
- 香取市立新島小学校大東分校（2013年）[108]
- 香取市立小見川北小学校利北分校（2014年）[109]
- 香取市立新島小学校〈旧〉（2015年・統合により香取市立新島小学校〈新〉を新設）[110]
- 香取市立湖東小学校（同上）[110]
- 香取市立小見川南小学校（2018年・香取市立小見川中央小学校へ統合）[111]
- 香取市立八都小学校（2019年・統合により香取市立山田小学校を新設）[112]
- 香取市立八都第二小学校（同上）[112]
- 香取市立府馬小学校（同上）[112]
- 香取市立第一山倉小学校（同上）[112]
- 香取市立山倉小学校（同上）[112]
- 香取市立福田小学校（2020年・統合により香取市立わらびが丘小学校を新設）[113]
- 香取市立神南小学校（同上）[113]
- 香取市立津宮小学校（2022年・統合により香取市立水の郷小学校を新設）[114]
- 香取市立大倉小学校（同上）[114]

佐原市（2006年・香取市を新設）
- 佐原市立北佐原小学校篠原新田分教場（1961年）[115]

## 山武市
- 山武市立松尾小学校〈旧〉（2019年・統合により山武市立松尾小学校〈新〉を新設）[116]
- 山武市立豊岡小学校（同上）[116]
- 山武市立日向小学校〈旧〉（2021年・統合により山武市立日向小学校〈新〉を新設）[117]
- 山武市立山武西小学校（同上）[117]

山武町（2006年・山武市を新設）
- 山武町立睦岡小学校戸田分校（1963年）[118]
- 山武町立日向小学校森分校（1966年）[119][注釈 4]
- 山武町立日向小学校木原分校（1968年）[119]

## いすみ市
- いすみ市立中川小学校（2017年・統合によりいすみ市立夷隅小学校を新設）[120]
- いすみ市立国吉小学校（同上）[120]
- いすみ市立千町小学校（2019年・夷隅小へ統合）[121]

夷隅町（2005年・いすみ市を新設）
- 夷隅町立千町小学校荻原分校（1964年）[122]

大原町（2005年・いすみ市を新設）
- 大原町立東海小学校釈迦谷分校（1969年・いすみ市立大原小学校〈当時：大原町立〉へ統合）[123]

## 大網白里市
大網白里町（2013年・大網白里市へ市制施行）
- 大網白里町立大網小学校養安寺分校（1962年）[1]
- 大網白里町立白里小学校桂山分校（1968年・大網白里市立増穂小学校へ統合）[124]
- 大網白里町立山辺小学校（1970年・大網白里市立大網小学校へ統合）[125]

## 印旛郡

### 酒々井町
- 酒々井町立酒々井小学校墨分校（1974年）[126]
- 酒々井町立酒々井小学校岩橋分校（1979年）[126]

### 栄町
- 栄町立布鎌小学校東分校（2000年）[127]
- 栄町立安食台小学校〈旧〉（2015年・統合により栄町立安食台小学校〈新〉を新設）[128]
- 栄町立酒直小学校（同上）[128]
- 栄町立北辺田小学校（同上）[128]

## 香取郡

### 多古町
- 多古町立第二小学校一鍬田分校（1986年）[129]
- 多古町立興新小学校（1993年多古町立久賀小学校へ統合）[130]
- 多古町立十余三小学校（同上）[130]
- 多古町立多古第三小学校（2006年・多古町立多古第一小学校へ統合）
- 多古町立多古第二小学校（2016年・多古第一小へ統合）[129]
- 多古町立常磐小学校（2020年・多古第一小へ統合）[131]

### 東庄町
- 東庄町立東城小学校夏目分校（1974年）[42]
- 東庄町立笹川小学校 （2020年・統合により東庄町立東庄小学校を新設）[132]
- 東庄町立神代小学校（同上）[132]
- 東庄町立橘小学校（同上）[132]
- 東庄町立石出小学校（同上）[132]
- 東庄町立東城小学校（同上）[132]

## 山武郡

### 芝山町
- 芝山町立芝山小学校大台分校[注釈 5]（1962年）[133]
- 芝山町立芝山小学校高田分校[注釈 6]（1963年）[133]
- 芝山町立芝山小学校高谷分校[注釈 7]（1972年）[133]
- 芝山町立千代田小学校（1975年・統合により東小を新設）[134]
- 芝山町立岩山小学校（同上）[134]
- 芝山町立芝山小学校〈旧〉（2015年・統合により芝山町立芝山小学校〈新〉を新設）[135]
- 芝山町立菱田小学校（同上）[136]
- 芝山町立東小学校（同上）[136]

### 横芝光町
- 横芝光町立大総小学校（2020年・横芝光町立横芝小学校へ統合）[137]
- 横芝光町立南条小学校（2020年・横芝光町立東陽小学校〈同時に改称し横芝光町立光小学校〉へ統合）[137]

## 長生郡

### 睦沢町
- 睦沢町立土睦小学校上之郷分校（1972年）[138]
- 睦沢町立土睦小学校（2018年・統合により睦沢町立睦沢小学校を新設）[139]
- 睦沢町立瑞沢小学校（同上）[139]

### 長南町
- 長南町立東小学校芝原分校（1968年）[140]
- 長南町立長南小学校〈初代〉（1971年・統合により長南小〈2代目〉を新設）[77]
- 長南町立坂本小学校（同上）[77]
- 長南町立長南小学校〈2代目〉（2017年・統合により長南町立長南小学校〈3代目〉を新設）[140]
- 長南町立豊栄小学校（同上）[140]
- 長南町立西小学校（同上）[140]
- 長南町立東小学校（同上）[140]

### 長柄町
- 長柄町立水上小学校（2011年・長柄町立日吉小学校へ統合）[141]

## 夷隅郡

### 大多喜町
- 大多喜町立老川小学校小沢又分校（1970年）[27]
- 大多喜町立西畑小学校田代分校（1993年）[142]
- 大多喜町立西畑小学校宇筒原分校（1993年）[142]
- 大多喜町立老川小学校会所分校（2001年）[143]
- 大多喜町立老川小学校（2013年・統合により大多喜町立西小学校を新設）[142]
- 大多喜町立西畑小学校（同上）[142]
- 大多喜町立総元小学校（2015年・大多喜町立大多喜小学校へ統合）[144]
- 大多喜町立上瀑小学校（同上）[144]

### 御宿町
- 布施学校組合立布施小学校実谷分校（1973年）[145]
- 御宿町立岩和田小学校（2007年・御宿町立御宿小学校へ統合）[146]
- 布施学校組合立布施小学校（2025年御宿小といすみ市立東小学校へ分割統合）[147]

## 安房郡

### 鋸南町
- 鋸南町立保田小学校元名分校（1961年）[81]
- 鋸南町立佐久間小学校大崩分校（1962年）[1]
- 鋸南町立吉浜小学校（1967年・保田小へ統合）[148]
- 鋸南町立鋸東小学校（同上）[148]
- 鋸南町立佐久間小学校（2008年・勝山小へ統合）[148]
- 鋸南町立勝山小学校（2014年・統合により鋸南町立鋸南小学校を新設）[148]
- 鋸南町立保田小学校（同上）[148]旧保田小の校舎は道の駅保田小学校として整備された。